# Amvrosios (Panagiotidis)
Amvrosios (světským jménem: Lavriotis Panagiotidis; * 1939, Xanthi) je řecký pravoslavný duchovní Konstantinopolského patriarchátu, arcibiskup a metropolita Karpathosu a Kasosu.

## Život
Narodil se roku 1939 v Xanthi.
Navštěvoval Teologickou školu Chalki, kterou dokončil roku 1962. Roku 1961 byl rukopoložen na diákona a začal sloužit v archiepiskopii Athény.
Roku 1965 byl rukopoložen na jereje a do roku 1977 žil v bratrstvu monastýru Velké lávry na hoře Athos. Byl hlavním sekretářem Velké lávry a sekretářem Iera Koinotita (Svaté komunity) hory Athos.
V letech 1977-1983 byl protosynkelem metropolie Kós a Nisyros.
Roku 1983 byl Svatým synodem Konstantinopolského patriarchátu zvolen metropolitou Karpathosu. Dne 24. května proběhla jeho biskupská chirotonie.
Na výzvu konstantinopolského patriarchy Bartoloměje ke zvýšení počtu duchovních s tureckým občanstvím, které by jim umožnilo účastnit se budoucích voleb konstantinopolského patriarchy, obdržel pas tureckého občana.